# Conga (tromme)
 For alternative betydninger, se Conga. (Se også artikler, som begynder med Conga)
Congatrommer er et instrument, der består af to trækedler betrukket med dyreskind. Man spiller på dem med hænderne ligesom på bongotrommer. Conga trommer er store og længere i kroppen end bongotrommerne, der som regel er monteret på et stativ. Congas spilles stående. Et sæt congas består vanligvis af to trommer, en høj og en dyb. Den dybe bliver som regel kaldt for Tumba, der betyder bassconga. De er meget populære på Cuba, og er fast bestanddel i salsamusik. Sommetider bliver de udvidet til et sæt på fire trommer.
I Brasilien er den tilsvarende tromme, atabaque, mere udbredt.